# Debraď
Debraď (in ungherese Debrőd) è un comune della Slovacchia facente parte del distretto di Košice-okolie, nella regione di Košice.